# Éco-marathon Shell

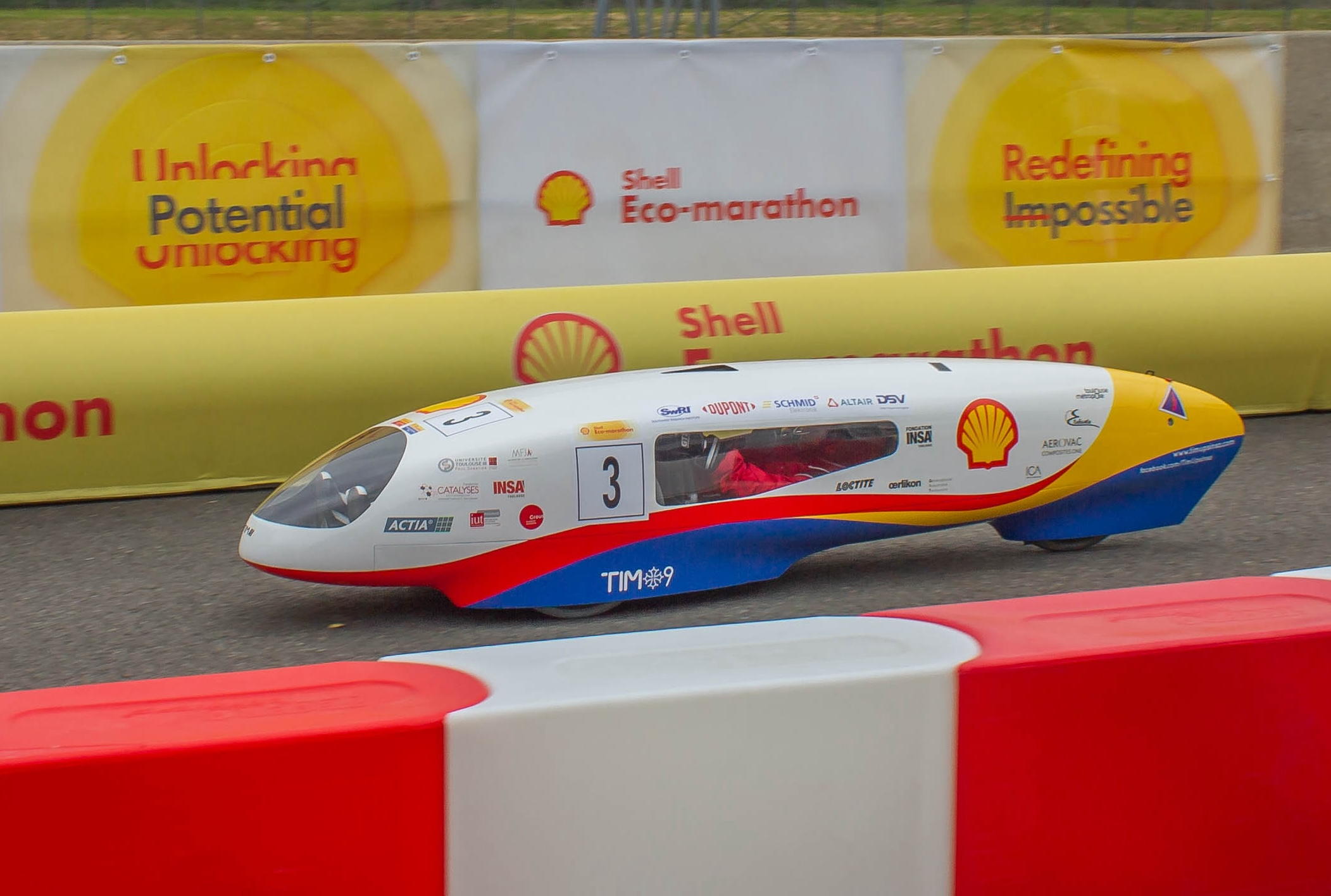
Le prototype 2022 de l'équipe TIM UPS INSA de l'école INSA Toulouse et de l'Université Paul Sabatier de Toulouse.

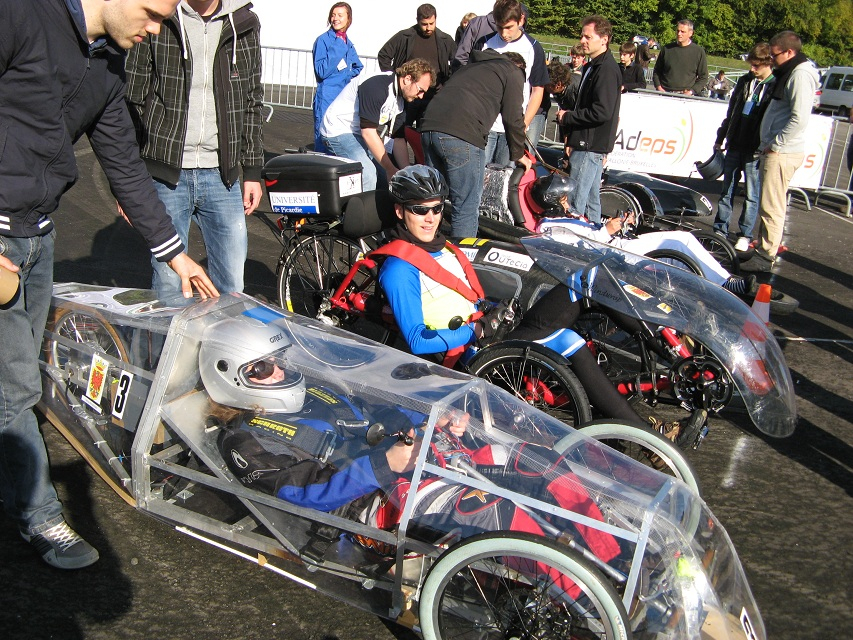
Ligne de départ de l'éco-marathon belge 2012, IUT Aisne.

L'Éco-marathon Shell est une compétition automobile annuelle mondiale, créée en 1985, organisée par la compagnie pétrolière Shell dont le but est de parcourir la plus longue distance avec un litre de carburant. Il existe trois Éco-marathon Shell : en Europe, en Asie et sur le continent américain.

## Principe
Cette compétition est réservée aux étudiants de tous les niveaux (du collège jusqu'aux grandes écoles) et de tous pays. Les véhicules utilisés sont des prototypes étudiés et construits dans des structures scolaires ou universitaires.

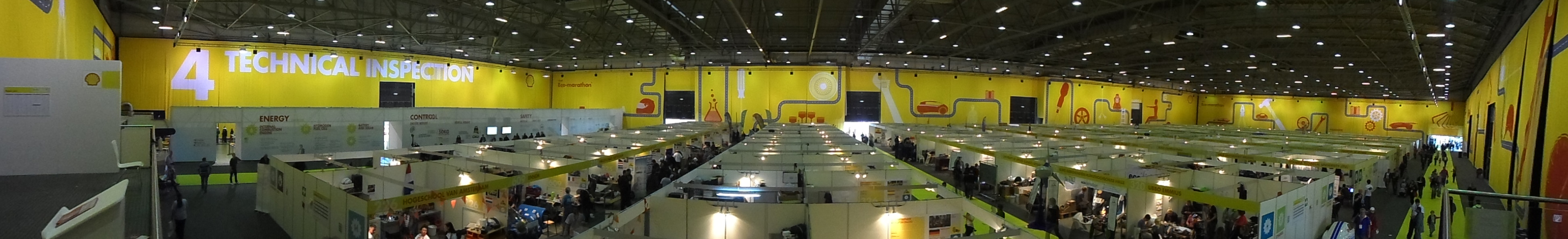
Panorama des paddocks de l'édition 2012 de la compétition organisée à Ahoy à Rotterdam.

Les participants doivent couvrir une distance donnée en un temps limite à la suite de quoi leur consommation est mesurée. Le classement est établi selon la quantité de carburant consommée, et est donnée en kilomètres pour l'équivalent énergétique d'un litre d'essence sans plomb 95.
Dans le cadre de l'Éco-marathon Shell Europe, le record est actuellement de 10 017 kilomètres pour 1 litre équivalent essence, soit une consommation de 0,01 l/100 km. Il a été réalisé par une équipe de Polytech Nantes. Ce record a été établi avec un véhicule utilisant comme énergie une batterie électrique (NiMH) lors du Challenge ÉducÉco 2012 sur le circuit de Nogaro (Gers), qui est une structure indépendante de l'Éco-marathon Shell.

## Catégories

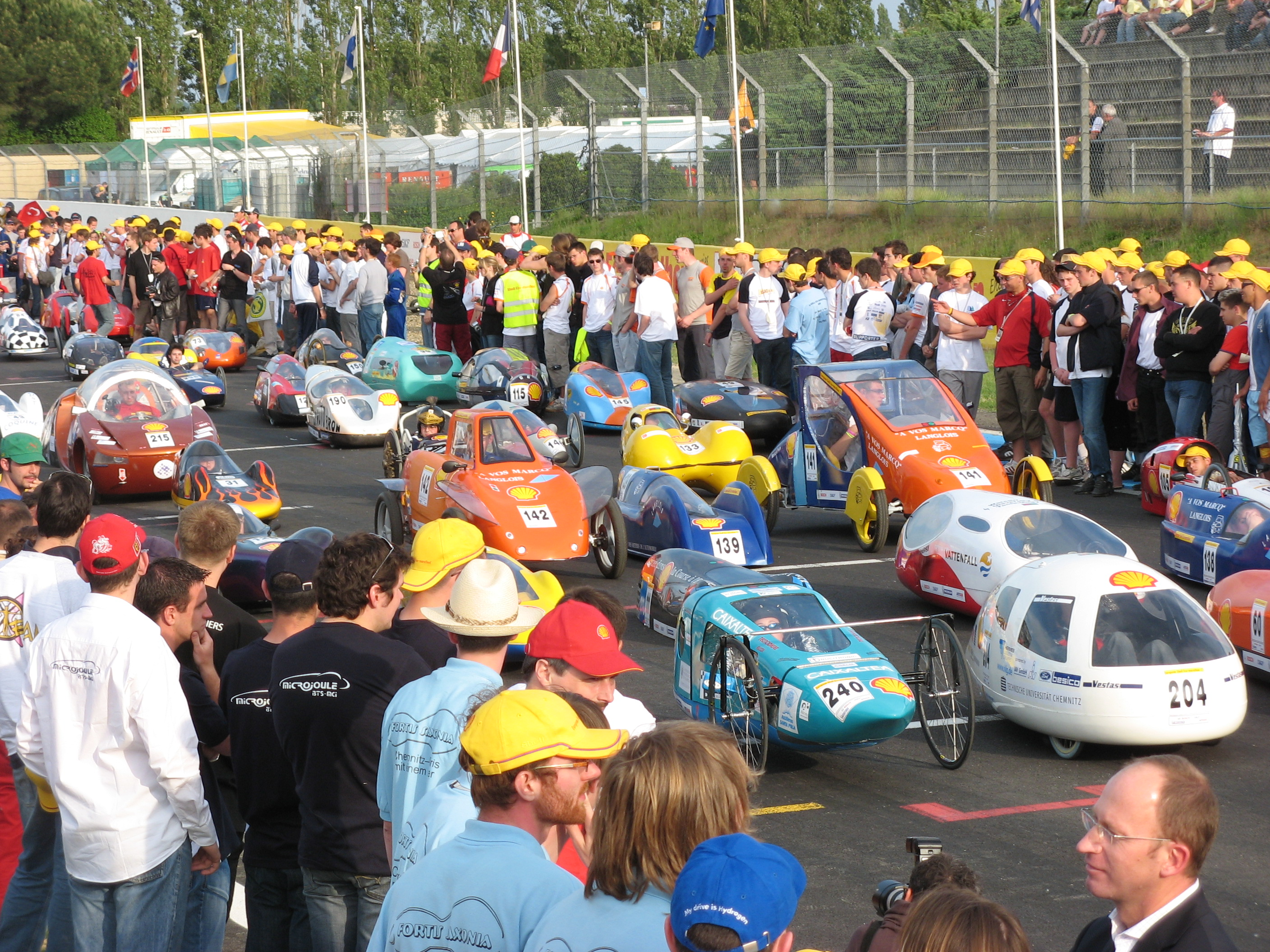
La présentation des véhicules avant le départ de l'édition 2006 sur le circuit de Nogaro.

Les véhicules se distinguent en plusieurs classes : les prototypes et les « urban concepts ». Les prototypes sont en général des véhicules à trois ou quatre roues dont les dimensions sont limitées par un règlement. La conception de ces véhicules est relativement libre. Les « urban concepts » se rapprochent d'une voiture pouvant circuler en agglomération. Le règlement leur impose des dimensions strictes, quatre roues, un volant, un système de freinage hydraulique et des phares.

## Énergies
Les concurrents peuvent utiliser différents carburants : essence SP95, hydrogène, GPL, GTL, diesel, biodiesel, superéthanol, etc., et sont répartis en trois classes selon la technologie associée au carburant :
- Moteur à combustion (la plus représentée) ;
- Pile à combustible (hydrogène) ;
- Moteur électrique simple (utilisation de batterie(s)) ;
- Solaire.

La performance de consommation est calculée en équivalence énergétique entre les différents carburants (mesurée par un joulemètre pour les véhicules solaires) et représente donc le rendement propulsif du système couplé à l'efficacité du véhicule sur la piste.

## Compétitions

Photographie de l'affiche du 18e Shell éco-marathon, qui s'est déroulé les 1er et 2 juin 2002 à Nogaro (Gers).

En Europe, ont longtemps existé plusieurs Éco-marathon Shell : en France à Nogaro, en Belgique sur le vélodrome de Rochefort, en Allemagne, sur le circuit EuroSpeedway Lausitz, aux Pays-Bas à Rotterdam, en Grande-Bretagne.
Cependant, en 2004, l'éco-marathon belge devient indépendant et n'a plus pour mécène la compagnie pétrolière.
En 2008, l'ancien Éco-marathon Shell français qui se tenait sur le circuit de Nogaro dans le Gers déménage en Allemagne. Il est remplacé par le Challenge ÉducÉco qui ne compte plus lui non plus Shell comme mécène.
L'épreuve britannique n'existe plus depuis 2010.
Ces challenges dont le règlement est pratiquement identique ont pour but de créer des épreuves éducatives à caractère environnemental encourageant l’épanouissement de projets concrets issus des enseignements techniques et professionnels. L’objectif de ce challenge est de parcourir 25 km à une vitesse minimale de 30 km/h en consommant le moins possible d’énergie.
Une épreuve américaine a eu lieu pour la première fois en 2007. D'autres épreuves ont également lieu en Asie, notamment au Japon et en Malaisie (Kuala Lumpur).

## Critiques
Cette compétition soulève plusieurs critiques dont la principale concerne le fait que les véhicules présentés sont pratiquement inutilisables commercialement. Ils ne peuvent pas transporter de passagers et le conducteur est souvent obligé de rester dans une position largement inconfortable pour des raisons aérodynamiques. De plus, la vitesse moyenne de 25 km/h imposée par ce challenge n'est pas très réaliste d'une utilisation quotidienne.
Il est cependant nécessaire de souligner que le travail des équipes ne se limite pas à l'aérodynamisme des véhicules. Que ce soit dans la catégorie pile à combustible ou dans celle des moteurs à combustion interne, de nombreuses recherches sont faites autour du moyen de propulsion ainsi que sur les matériaux utilisés.
De plus, une catégorie à quatre roues éco-citadins se rapproche d'une utilisation quotidienne. En 2012, à l'éco-marathon belge, il y a aussi des véhicules tels que tricycle couché et vélomobile électrique où la consommation a été évaluée avec des vitesses moyennes de 30, 40, 50 et 60 km/h avec et sans pédalage. D'ailleurs, ces derniers engins sont utilisés tous les jours dans les trajets quotidiens par des étudiants.

## Établissements participants

### Catégorieéco-citadins
- Association TIM UPS INSA[1] (INSA Toulouse, Université Paul Sabatier, ...): TIM07 711km/l éthanol (2017 Le Mans, FR), 241,7km/kWh électrique (2022, Nogaro, FR).
- ENSIL (École nationale supérieur d'ingénieurs de Limoges) 94 km/kWh soit 860 km/l (avec le véhicule Simplicity en 2019).
- IUT de l'Aisne département génie électrique : 826 km/l donc 826 km pour 0,72 € de consommation électrique.
- École des mines d'Albi-Carmaux (club SEMAC ) : 700 km/l (électrique).
- Haute École Arc Ingénierie (Suisse) : 336 km/l (essence).
- IPSA Concept (France) : 244 km/l (essence).
- Lycée Nicéphore Niepce (France) : 243 km/l (Diesel).
- M'ecam Trophy (Belgique) : 223 km/l (Diesel).
- ENSTA Bretagne ex-ENSIETA (France) : 141 km/l (GPL) (avec la Bamboo-Car).
- ENIVL (École nationale d'ingénieurs du Val de Loire) (Blois, France) : 150 km/l (Diesel) (avec l'Urban Spirit).
- ENSEM (École nationale supérieure d'électricité et de mécanique) (hydrogène).
- Éco-élec, l'équipe Urban Concept de l'ECAM de Bruxelles roulant à l’hydrogène (performance cette année[Laquelle ?] : 49,3 km/kWh).
- IUT Génie mécanique et productique de Toulouse, Techniques aérospatiales, Association CATI (France) : 233 km/l (Diesel).
- ISEN Toulon : Association Solar Car Solutions[8] (France) : 180 km/kWh (2016, électrique)[9].

### Catégorie prototypes

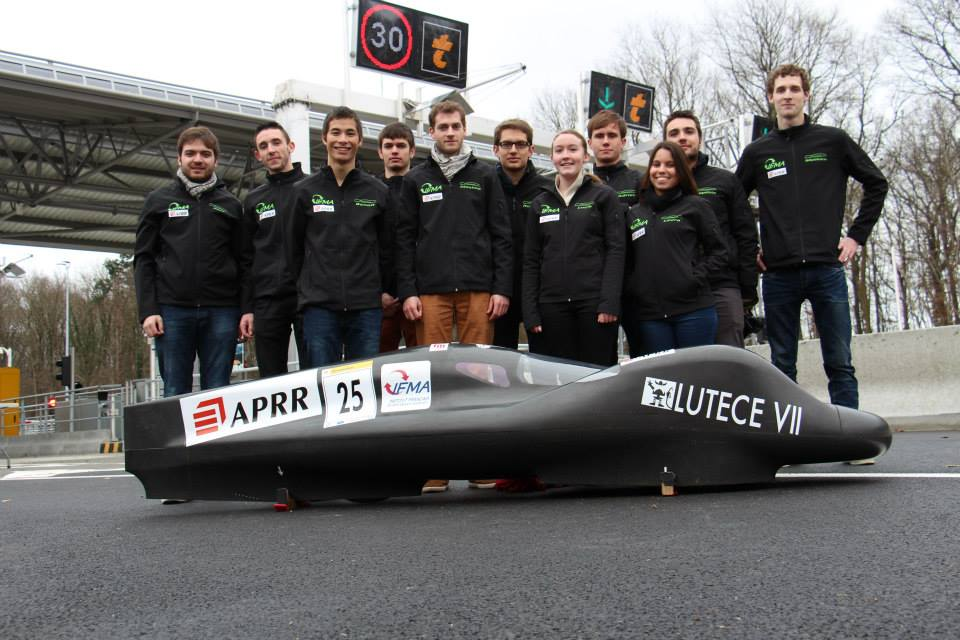
Membres de l'Association IFMA Éco Challenge lors de l’inauguration de l'A719, le 9 janvier 2015.

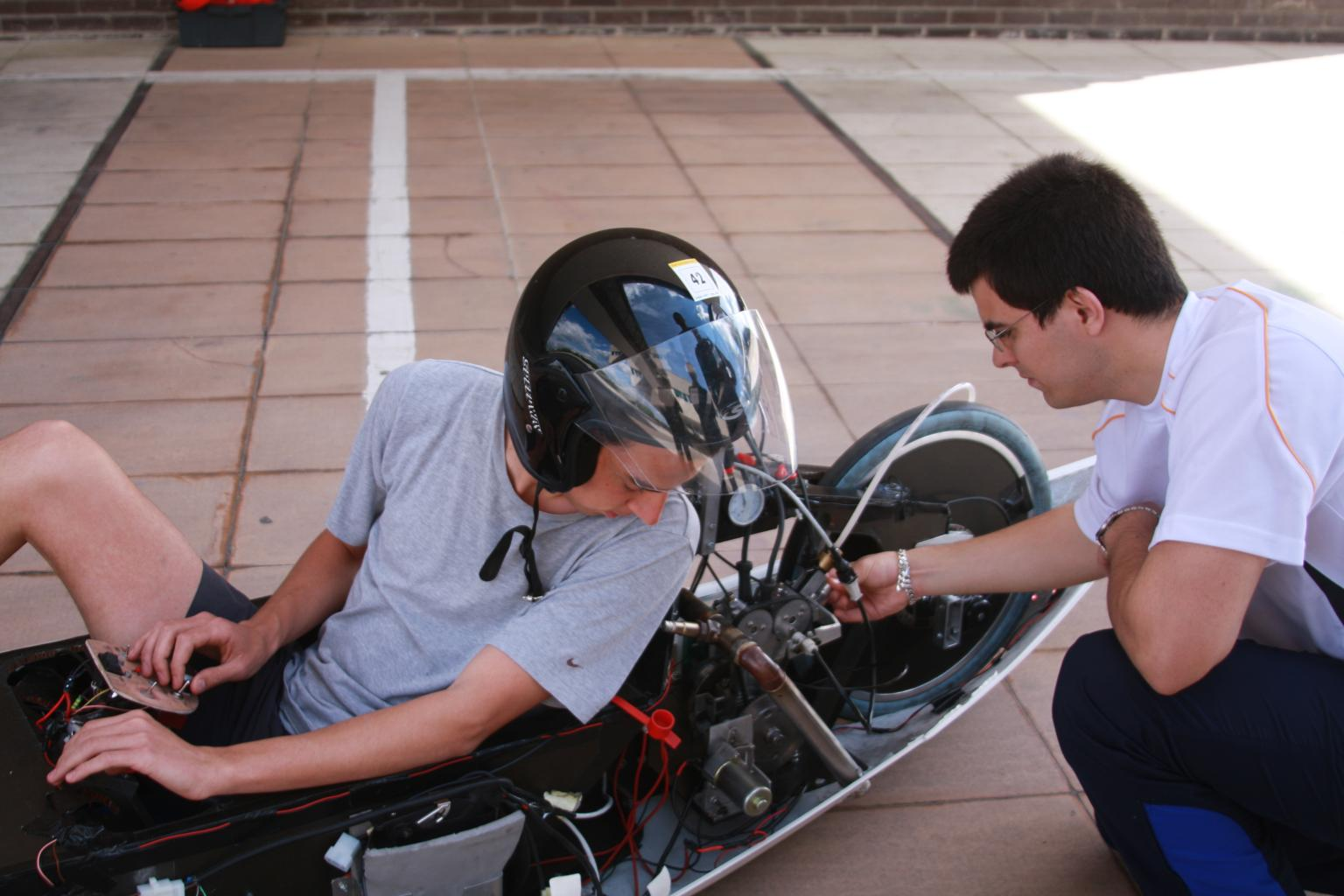
Prototype de l'École polytechnique.

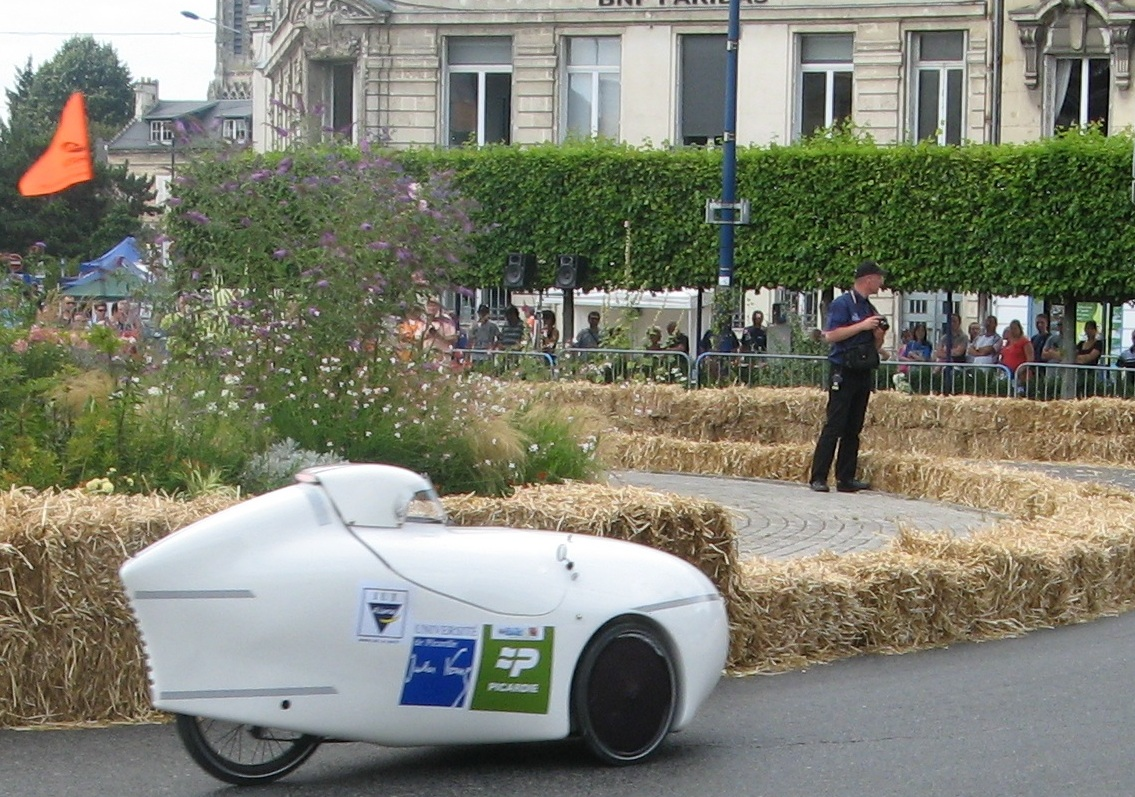
Prototype de l'IUT Aisne.

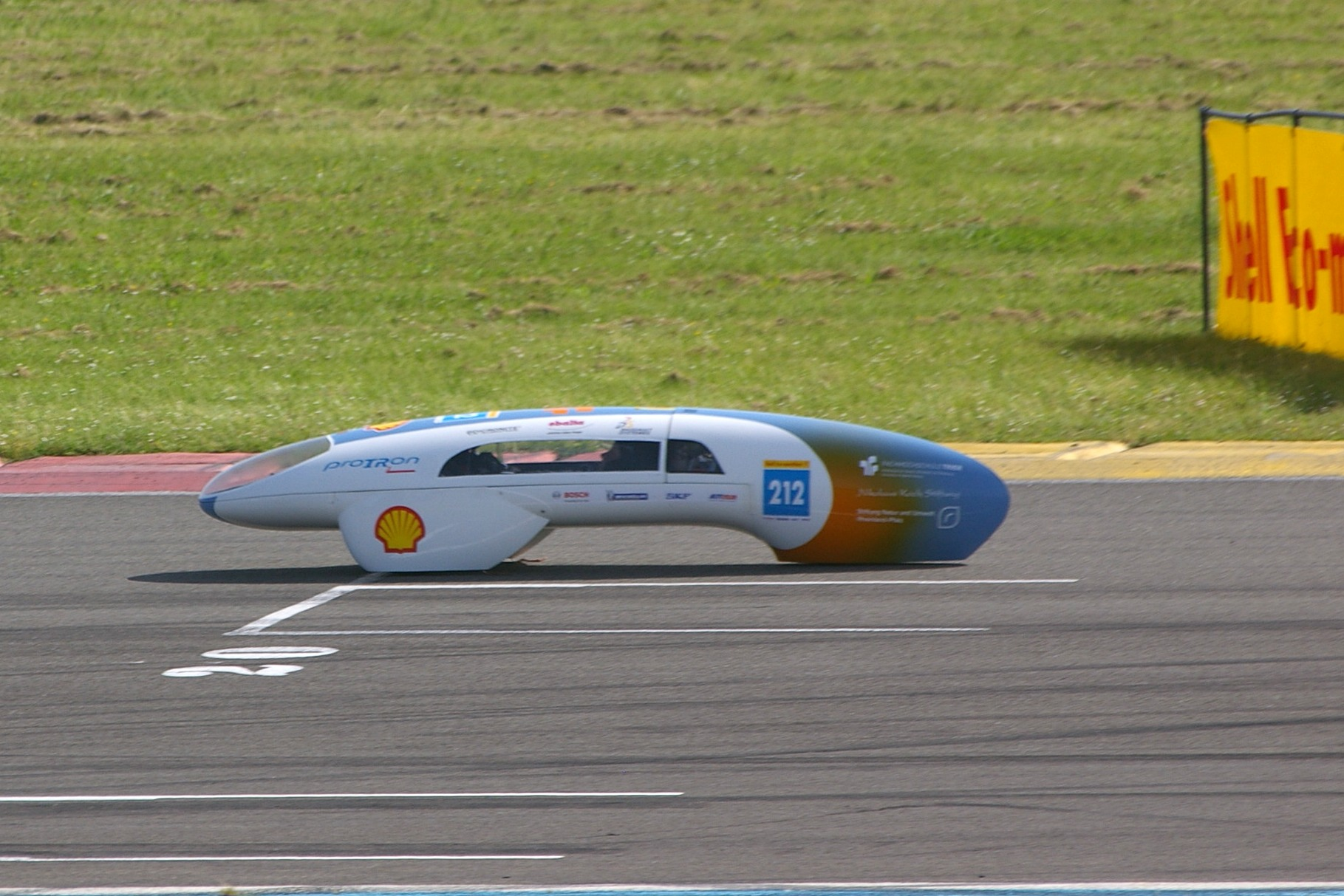
Un ProTRon sur le circuit de Nogaro en 2004.

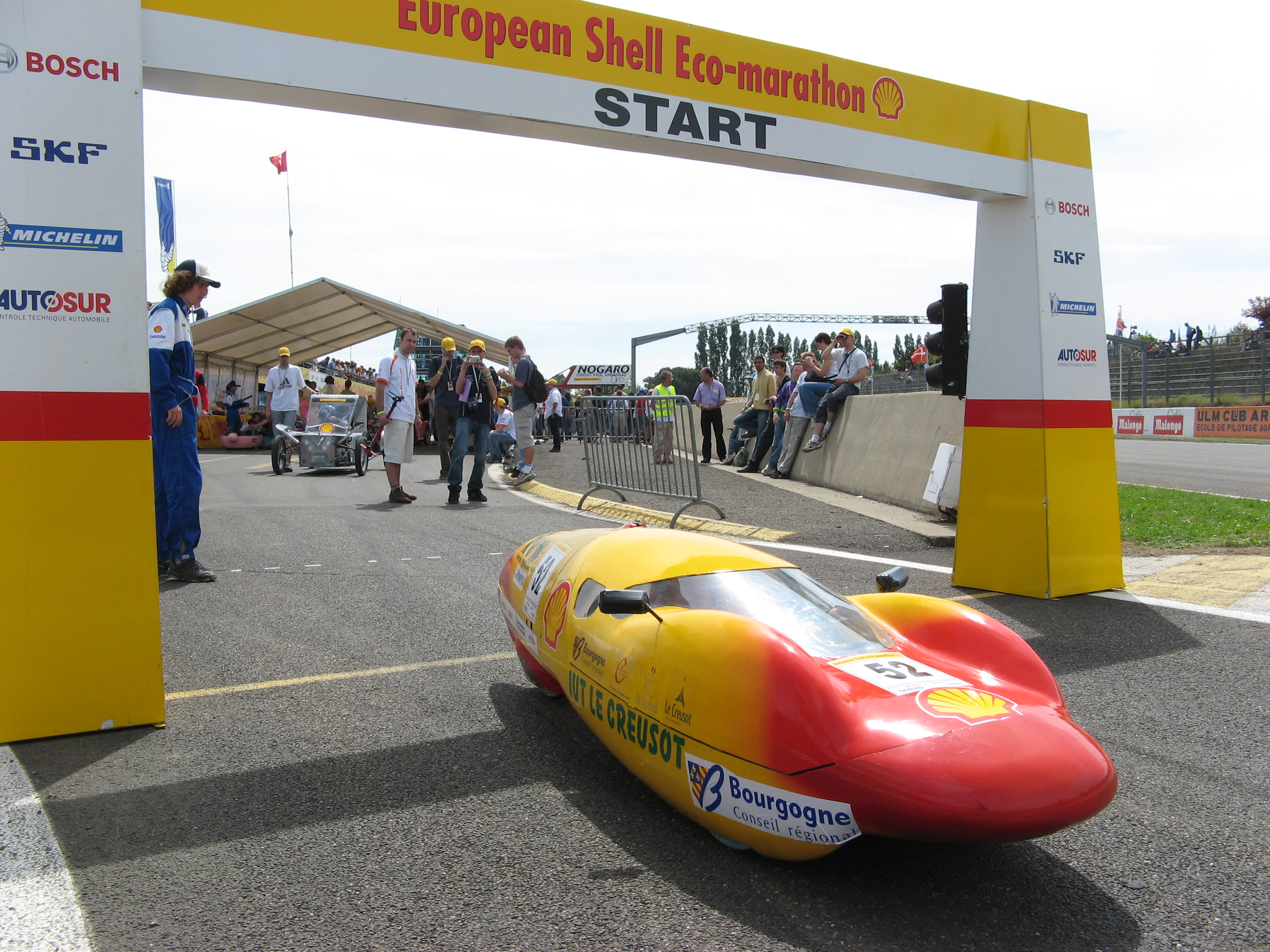
Le véhicule de l'IUT du Creusot (Saône-et-Loire) prend le départ lors de l'édition 2006 de l'Éco-marathon Shell, sur le circuit de Nogaro.

Les participants sont généralement des organismes d'enseignement, allant des collèges aux écoles d'ingénieurs. Parmi ceux-ci, on retrouve notamment dans la catégorie « prototypes » :
- équipe TED (Technologies et énergies de demain), véhicule TED 6 : 2 830 km/l (essence) ;
- équipe Polyjoule[10] de l'école Polytech Nantes : 4 896 km/l (hydrogène)[11] ;
- Éco Motion Team[12] de l'ESSTIN : 4 118 km/l (hydrogène) ;
- Lycée La Joliverie : 3 794 km/l (essence) ;
- Lutèce VII, détenu actuellement par l'Institut français de mécanique avancée, IFMA Clermont-Ferrand : 3 254 km/l (essence, 2002)[13] ;
- IUT Nancy-Brabois : 3 194 km/l (essence) ;
- Association TIM UPS INSA[1] (INSA Toulouse, Université Paul Sabatier, ...): TIM05 3351 km/l éthanol (2010 Rockingham,GB), TIM09 2378,8 km/l éthanol (2023 Nogaro, FR) ;
- PV3e ESTACA : 2 701 km/l (essence) ;
- Lycée Marcel-Callo avec le prototype Hélios : 2 380 km/l (Lausitz 2009) (essence, éthanol, GPL) ;
- AEM IUT de Valenciennes : 2 301 km/l (hydrogène), 2 062 km/l (Diesel), 1 109 km/l (essence)[14] ;
- Arts et Métiers Paristech Bordeaux[15] : 2 221 km/l (essence) ;
- Haute École Arc Ingénierie (Suisse) : 2 058 km/l (essence) ;
- ENSTA Bretagne ex-ENSIETA (France) : 818,5 km/l (essence) ;
- IUT GMP Aix-en-Provence : 2 003 km/l (essence) ;
- Arts et Métiers Paristech Angers : 1 815 km/l (essence) ;
- INSA Lyon (proto INSA Club[16]) : 1 833 km/l (essence) ;
- ENSIL (École nationale supérieur d'ingénieurs de Limoges) 3171 km/l;
- IUT de l'Aisne département génie électrique : 1 580 km/l (électrique) ;
- équipe Exergie de Polytech Orléans : 1 277 km/l ;
- Lycée des Métiers Narcé (Brain-sur-l'Authion) : 1 245 km/l (essence) ;
- Arts et Métiers Paristech Châlons-sur-Marne : 1 206 km/l (essence) ;
- Institut supérieur de l'automobile et des transports de Nevers (ISAT) : 1 200 km/l (essence) ;
- INSA Strasbourg (ISAC) : 1 183 km/l (essence) ;
- Institut polytechnique de Grenoble : 1 014 km/l (essence) ;
- ECAM Lyon (Team Hydro-Art) : 1 056 km/l (PAC / hydrogène) ;
- Supaéro : 923 km/l (essence) ;
- UT-UFR Ville D'Avray (université Paris Ouest Nanterre), 897 km/l (essence). En 2010, nouveau véhicule catégorie électrique ;
- UFR MIM (université de Metz). Association GEIMMSEM[17] : 825 km/l (essence) ;
- team éco'mômes (collège Marcel Doret) : 891 km/l (essence) ;
- IUT SGM St Brieuc- ISTA : 1 080 km/l (essence) ;
- université de technologie de Belfort-Montbéliard (UTBM). Association Zenith[18] : 1 082 km/l (essence) ;
- université de technologie de Troyes (UTT), Association EMUTT[19] : 620 km/l (essence) ;
- Team UTéCia[20] (université de technologie de Compiègne) : 800 km/l (essence), 950 km/l (éthanol) ;
- École polytechnique (France) : 622 km/l (essence) ;
- IUT GMP Bordeaux1 (Institut universitaire de technologie, département Génie mécanique et productique) : 604 km/l ;
- IUP GSI Clermont-Ferrand (Institut universitaire professionnalisé, département Génie des systèmes industriels) : 583 km/l (essence) ;
- ENSMM[21] (École Nationale Supérieure de Mécanique et des Microtechniques) : 566 km/l (Ricard) bien que ce record n'a jamais été homologué par les commissaires de course ;
- ENSIAME (Valenciennes) (École nationale supérieure d'ingénieurs en informatique automatique mécanique énergétique électronique) : 528 km/l (essence) ;
- EIGSI[22] (École d'ingénieurs en génie des systèmes industriels) : 518 km/l (Diesel) ;
- IUT GMP Besançon (Institut universitaire de technologie, département Génie mécanique et productique) : 450 km/l, première place prix de la sécurité en 2010 (CEE) ;
- ENSMA (École nationale supérieure de mécanique et d'aérotechnique) : 423 km/l (essence) ;
- IUT GMP Alençon (Institut universitaire de technologie, département Génie mécanique) : 400 km/l (essence) ;
- Strasbourg Éco Team[23], qui regroupe depuis trois ans des élèves, enseignants et personnels de l'UFR de physique et ingénierie[24], composante de l'université de Strasbourg. Sa performance record a été réalisée en 2011 sur le circuit de Lausitz : 515 km/l. En 2012, l'équipe a réussi à enregistrer une performance de 204 km/l sur le nouveau circuit urbain de Rotterdam ;
- ECAM.be, l'équipe du prototype de l'ECAM de Bruxelles roulant au SP95 (performance cette année[Laquelle ?] : 733 km/l, record : 826 km/l) ;
- Lycée technique Saint-Joseph de Landerneau, Team Joland : 512 km/l ;
- Haute École de la Province de Liège, ÉcoMotion : 1 060,6 km/l.
- Haute École du Paysage, d'Ingénierie et d'Architecture (Hepia) de Genève, Biomobile : 840 km/l (bioessence)

### Résultats
2014
| Année          | Équipe gagnante                        | km/l     | Énergie | Équipe gagnante         | km/l     | Énergie | Équipe gagnante       | km/l   | Énergie   | Équipe gagnante            | km/l     | Énergie | Équipe gagnante             | km/l     | Énergie    | Équipe gagnante | km/l   | Énergie |
| Concept Urbain | DTU Roadrunners                        | 514,46   | Éthanol | Louis Delage            | 435,14   | Essence | La Joliverie Polytech | 148,28 | Hydrogène | Applied Sciences Offenburg | 371,79   | Diesel  | L. des Métiers de l'Énergie | 304,97   | Électrique | Itip L. Bucci   | 209,26 | GTL     |
| Prototype      | Toulouse Ingénierie Multidisciplinaire | 2 757,20 | Éthanol | Microjoule-La Joliverie | 3 314,86 | Essence | Team H2A              | 428,51 | Hydrogène | IUT GMP Valenciennes       | 1 300,08 | Diesel  | TERA TU Graz                | 1 091,56 | Électrique | Westeam         | 720,14 | GTL     |
| -------------- | -------------------------------------- | -------- | ------- | ----------------------- | -------- | ------- | --------------------- | ------ | --------- | -------------------------- | -------- | ------- | --------------------------- | -------- | ---------- | --------------- | ------ | ------- |

2013
| Année          | Équipe gagnante                        | km/l    | Énergie | Équipe gagnante | km/l  | Énergie | Équipe gagnante | km/l  | Énergie   | Équipe gagnante      | km/l    | Énergie | Équipe gagnante     | km/l    | Énergie    |
| Concept Urbain | DTU Roadrunners                        | 612,3   | Éthanol | SKAP            | 334,2 | Essence | Polytech Nantes | 145,7 | Hydrogène | Schluckspecht        | 315,4   | Diesel  | electricar solution | 376,2   | Électrique |
| Prototype      | Toulouse Ingénierie Multidisciplinaire | 2 846,2 | Éthanol | -               | -     | -       | Team H2A        | 342,2 | Hydrogène | IUT GMP Valenciennes | 1 236,1 | Diesel  | SCS Pasquet         | 1 224,1 | Électrique |
| -------------- | -------------------------------------- | ------- | ------- | --------------- | ----- | ------- | --------------- | ----- | --------- | -------------------- | ------- | ------- | ------------------- | ------- | ---------- |